# Lo spettro (film 1963)
Lo spettro è un film del 1963 diretto da Riccardo Freda.
Nonostante non venne mai dichiarato da Freda, il film è il riadattamento del romanzo La vecchia poltrona, di Max Dave (pseudonimo di Pino Belli), che uscì nel 1961 nella collana di romanzi dell'orrore «I racconti di Dracula». Belli non ricevette mai un soldo per la sua storia, né venne informato al riguardo, scoprendo il tutto dopo molti anni dall'uscita del film.

## Trama
La signora Hichcock e il suo amante, il dr. Livingston, organizzano la morte del marito di lei per impossessarsi dei suoi averi. Una volta eliminato l'uomo, i due iniziano ad essere perseguitati dal suo spettro, mentre il tesoro sembra introvabile...

## Produzione
Lo spettro venne girato nel dicembre 1962 in una villa di Roma ai Parioli in dodici giorni. Il film è una rivisitazione gotica della pellicola francese I diabolici (1955).

## Distribuzione
Il film è stato distribuito nei cinema italiani da Dino De Laurentiis il 30 marzo 1963. Ha incassato un totale di 175 milioni di lire a livello nazionale.
Negli Stati Uniti è stato presentato a Dallas il 18 febbraio 1965.